# Pennzoil 400
Das Pennzoil 400 ist ein jährlich ausgetragenes Autorennen in der NASCAR Cup Series und findet auf dem Las Vegas Motor Speedway in Las Vegas, Nevada statt. Es ist eines der beiden Rennen auf dem Speedway, das andere ist das South Point 400.

## Geschichte

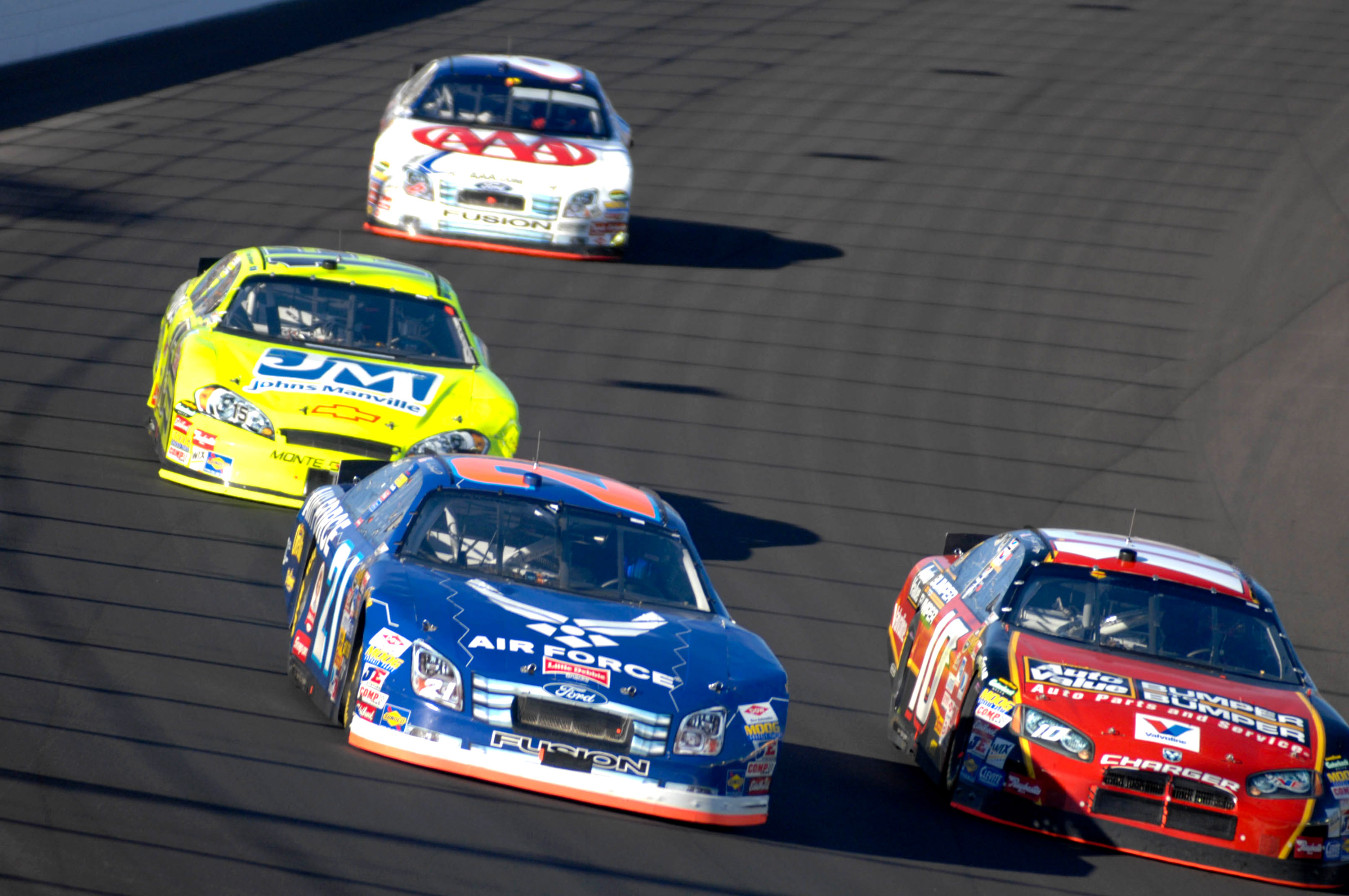
Das Rennen auf dem Las Vegas Motor Speedway

Zum ersten Mal fand das Rennen am 1. März 1998 statt, wobei 120'000 Zuschauer nach Las Vegas kamen. Für die ersten beiden Jahre wurde es noch als „Las Vegas 400“ ausgetragen, im Jahr 2000 kam der erste Sponsorenname mit CarsDirect.com. Von 2001 bis 2008 war Chrysler Hauptsponsor und das Rennen wurde dementsprechend als UAW-DaimlerChrysler 400 ausgetragen.
Im Mai 2007 wurde verkündet, dass UAW-DaimlerChrysler ab der darauffolgenden Saison nicht mehr als Hauptsponsor des Rennens fungieren wird aufgrund der Abtrennung von Chrysler vom Unternehmen. Nachdem am 2. August 2007 bekanntgegeben wurde, dass das Corona México 200 2008 aus dem Rennkalender der Nationwide Series gestrichen wird, fandet das Rennen wieder am ursprünglichen Termin statt. Zudem trat Dodge ab der Saison 2008 als neuer Hauptsponsor auf. In der Saison 2009 hieß das Rennen Shelby 427. Gleichzeitig erfolgte eine Verlängerung der Renndistanz von 267 Runden (400 Meilen / 644 km) auf 285 Runden (427,5 Meilen / 704 km) in Anlehnung eines der Sportwagennamens des Sponsors, der 427 Cobra.
Kobalt war bis 2017 Hauptsponsor des Rennens, bis es zur Saison 2018 zum Pennzoil 400 wurde.

## Sieger
| Jahr | Datum       | Fahrer           | Auto # | Marke     | Durchschnitts- geschwindigkeit (mph) | Durchschnitts- geschwindigkeit (km/h) |
| ---- | ----------- | ---------------- | ------ | --------- | ------------------------------------ | ------------------------------------- |
| 1998 | 1. März     | Mark Martin      | 6      | Ford      | 146,554                              | 235,856                               |
| 1999 | 7. März     | Jeff Burton      | 99     | Ford      | 137,537                              | 221,344                               |
| 2000 | 5. März     | Jeff Burton      | 99     | Ford      | 119,982                              | 193,092                               |
| 2001 | 4. März     | Jeff Gordon      | 24     | Chevrolet | 135,546                              | 218,140                               |
| 2002 | 3. März     | Sterling Marlin  | 40     | Dodge     | 136,754                              | 220,084                               |
| 2003 | 2. März     | Matt Kenseth     | 17     | Ford      | 132,934                              | 213,937                               |
| 2004 | 7. März     | Matt Kenseth     | 17     | Ford      | 128,790                              | 207,267                               |
| 2005 | 13. März    | Jimmie Johnson   | 48     | Chevrolet | 121,038                              | 194,792                               |
| 2006 | 12. März    | Jimmie Johnson   | 48     | Chevrolet | 133,358                              | 214,619                               |
| 2007 | 11. März    | Jimmie Johnson   | 48     | Chevrolet | 128,183                              | 206,290                               |
| 2008 | 2. März     | Carl Edwards     | 99     | Ford      | 127,729                              | 205,560                               |
| 2009 | 1. März     | Kyle Busch       | 18     | Toyota    | 119,515                              | 192,341                               |
| 2010 | 28. Februar | Jimmie Johnson   | 48     | Chevrolet | 141,450                              | 227,642                               |
| 2011 | 6. März     | Carl Edwards     | 99     | Ford      | 135,508                              | 218,079                               |
| 2012 | 11. März    | Tony Stewart     | 14     | Chevrolet | 137,542                              | 221,352                               |
| 2013 | 10. März    | Matt Kenseth     | 20     | Toyota    | 146,287                              | 235,426                               |
| 2014 | 9. März     | Brad Keselowski  | 2      | Ford      | 154,633                              | 248,858                               |
| 2015 | 8. März     | Kevin Harvick    | 4      | Chevrolet | 143,677                              | 231,226                               |
| 2016 | 6. März     | Brad Keselowski  | 2      | Ford      | 138,170                              | 222,363                               |
| 2017 | 12. März    | Martin Truex Jr. | 78     | Toyota    | 136,032                              | 222,398                               |
| 2018 | 4. März     | Kevin Harvick    | 4      | Ford      | 141.756                              | 228.134                               |
| 2019 | 3. März     | Joey Logano      | 22     | Ford      | 124.368                              | 200.151                               |
| 2020 | 23. Februar | Joey Logano      | 22     | Ford      | 134.861                              | 217.0378                              |
| 2021 | 7. März     | Kyle Larson      | 5      | Chevrolet | 139.615                              | 224.688                               |
| 2022 | 6. März     | Alex Bowman      | 48     | Chevrolet | 117.552                              | 189.181                               |
| 2023 | 5. März     | William Byron    | 24     | Chevrolet | 142.98                               | 230.104                               |
| 2024 | 3. März     | Kyle Larson      | 5      | Chevrolet | 133.192                              | 214.352                               |
| 2025 | 16. März    | Josh Berry       | 21     | Ford      | 124.368                              | 200.151                               |

- 2000: Verkürztes Rennen wegen einsetzendem Regen.
- 2006, 2022, 2023: Verlängertes Rennen wegen Green-White-Checkered.